# Концертное аллегро (Шопен)
«Концертное аллегро» (Allegro de concert) ля мажор, опус 46 ― пьеса Фридерика Шопена для фортепиано, опубликованная в ноябре 1841 года. Несмотря на то, что история написания этого произведения до конца не выяснена, существуют косвенные доказательства того, что изначально оно задумывалось композитором как первая часть планируемого третьего фортепианного концерта, оркестровые партитуры которого либо не сохранились, либо вообще не были записаны. 
Оригинальная рукопись сочинения в настоящее время хранится в Национальной библиотеке Польши.
Типичная продолжительность исполнения пьесы составляет от 11 до 15 минут.

## История и описание
Шопен опубликовал два своих фортепианных концерта в 1830 году. В том же году он заявил в одном из писем своему отцу, что планирует сочинить концерт для двух фортепиано с оркестром и исполнить его вместе с другом Томашем Наполеоном Нидецким. Композитор работал над концертом на протяжении нескольких месяцев, однако затем забросил его сочинение ― возможно, потому, что недавнее исполнение Первого концерта e-moll в Театре итальянской комедии было довольно холодно встречено публикой.
Существуют также свидетельства того, что Шопен начинал работу над третьим концертом для фортепиано с оркестром. Так, например, в книге «Шопен: фортепианные концерты» музыковед Джон Ринк цитирует письмо композитора от 10 сентября 1841 года, адресованное издательству «Брайткопф и Гертель», в котором он предложил редакции опубликовать «Allegro maestoso из Третьего концерта» за плату в 1000 франков. Два месяца спустя произведение было опубликовано издательством Шлезингера под заголовком «Концертное аллегро».
Шопен посвятил эту пьесу Фридерике Мюллер ― пианистке, бравшей у него уроки в течение восемнадцати месяцев, с 1839 по 1841 год. По этой причине Ференц Лист дал Фридерике ироническое прозвище «Мадемуазель опус сорок шесть» (фр. Mademoiselle opus quarante-six).
«Концертное аллегро» является одним из самых технически сложных произведений Шопена. В настоящее время эта пьеса не слишком известна публике, однако сам Шопен считал её одной из своих лучших работ ― так, если верить свидетельству Александра Гофмана, композитор однажды сказал: «Это будет первое произведение, которое я сыграю на своём концерте после возвращения домой, в свободную Варшаву».
Французский композитор Клод Дебюсси исполнил «Концертное аллегро» в июле 1879 года в Парижской консерватории.

## Транскрипции
Были предприняты некоторые попытки переложить «Концертное аллегро» для фортепиано с оркестром, как, вероятно, изначально и задумывал Шопен. Композитор Жан Луи Никоде создал две аранжировки произведения: одну ― для двух фортепиано, а вторую ― для фортепиано и оркестра. Никоде значительно расширил тематический потенциал пьесы, добавив в неё около 70 тактов собственного сочинения (раздел разработки после 205-го такта, третье tutti и т. д.) и придав бо́льшую выразительность партии фортепиано.